# Haute-contre
Haute-contre – typ wysokiego głosu tenorowego, wykorzystywany przez kompozytorów francuskich doby baroku i klasycyzmu.
Termin „haute-contre” oznacza wysokie rejestry głosu tenora altowego (kontratenor). Był stosowany przez francuskich kompozytorów operowych dla odróżnienia od niższego rejestru tenorowego, zwanego „taille”. Charakteryzuje się łatwym przechodzeniem od rejestru piersiowego do głowowega (rodzaj falsetu). Typowa dla solistów śpiewających tym głosem skala wynosiła od c do d2 (uwzględniając, że XVIII-wieczny strój francuski był o cały ton niższy, niż dzisiejszy).
W partyturach kompozytorów francuskich utrzymał się do XIX wieku, kiedy upowszechniło się określenie „tenor”. 